# Pedro de las Heras Martínez
Pedro de las Heras Martínez, más conocido como Lasheras, (Madrid, 4 de marzo de 1931 – Zaragoza, 31 de marzo de 2015) fue un futbolista español que jugaba en la demarcación de portero.

## Biografía
Tras formarse en el Marconi de Madrid, y en el Club Atlético Almería, en 1954 viajó a Zaragoza para fichar por el Real Zaragoza. Jugó en el club durante siete temporadas, llegando a conseguir un ascenso de segunda a primera división en 1956 tras quedar en tercera posición tras Osasuna y Oviedo. Las siguientes cinco temporadas las disputó en la máxima categoría del fútbol español, disputándose la titularidad con Enrique Yarza. Tras 126 partidos en el club, en 1961 fichó por el Elche CF, donde jugó durante una temporada. Tras jugar con el CD Málaga, y finalmente con el Cádiz CF, colgó las botas en 1964. En 1980, el Andorra CF le contrató como entrenador, llegando a eliminar al Real Zaragoza de la Copa del Rey en 1981, quedando el Andorra eliminado posteriormente por el CD Tudelano.
Falleció el 31 de marzo de 2015 en Zaragoza a los 84 años de edad.

## Clubes

### Como futbolista
| Club          | País   | Año         | Partidos | Goles |
| ------------- | ------ | ----------- | -------- | ----- |
| Real Zaragoza | España | 1954 - 1961 | 126      | 0     |
| Elche CF      | España | 1961 - 1962 | 24       | 0     |
| CD Málaga     | España | 1962 - 1963 | 7        | 0     |
| Cádiz CF      | España | 1963 - 1964 | 14       | 0     |

### Como entrenador
| Club             | País   | Año         |
| ---------------- | ------ | ----------- |
| Aragón CF        | España | 1969 - 1970 |
| Deportivo Aragón | España | 1974 - 1975 |
| SD Huesca        | España | 1975 - 1977 |
| Andorra CF       | España | 1980 - 1981 |